# ウォーキングwithダイナソー (映画)
『ウォーキングwithダイナソー』（Walking with Dinosaurs）は、2013年のイギリス・アメリカ合衆国・オーストラリア合作の恐竜ドキュメンタリードラマ映画。英国放送協会のテレビドキュメンタリー作品『ウォーキングwithダイナソー〜驚異の恐竜王国』を基に製作された作品である。

## 概要
本作は、現在から約7000万年前の白亜紀後期のアラスカを舞台にしており、最新の研究と科学的検証に基づき、恐竜達の過酷な生存競争をリアルに描いた作品である。白亜紀後期のアラスカは、現代よりも気候が温暖で、生物が生息するのに適した環境だったとされ、本作の劇中にはパキリノサウルスやゴルゴサウルスをはじめとした様々な恐竜や古生物が登場する。また本作は3D形式で上映され、映画『アバター』でも使用された3D技術（ジェームズ・キャメロン率いるキャメロン・ペース・グループが本作に提供している）を用いている他、CGの恐竜などの視覚効果を、オーストラリアの視覚効果制作スタジオであるアニマル・ロジックが手掛けている。

## ストーリー
今から約7000万年前のアラスカ。そこは様々な生物が暮らす楽園であると同時に、厳しい弱肉強食のルールによって支配された世界でもあった。主人公であるパキリノサウルスの子供パッチは、体が小さいが故に、いつも上の兄弟達からのけ者にされる辛い日々を送っていた。ある日、冬の訪れと共に食料となる植物が減ってきたのを機に、パッチ達パキリノサウルスの群れは住み慣れた土地を離れ、食料が豊富な南の温暖地を目指して、大移動を始める。獰猛な肉食恐竜達の襲撃、巨大な植物食恐竜達との合流、突然の自然災害、いつ終わるとも知れぬ長い旅路、そして群れのリーダーである父の死。様々な困難を乗り越え、幼い子供だったパッチはたくましく成長するが、やがて群れの間で、新たなリーダーの座をかけた争いが起き、パッチの兄スカウラーがリーダーとなる。しかし、独善的なスカウラーによって群れが溺れ死ぬ危険に晒される事態が発生する。パッチの機転で群れは救われるものの、スカウラーの怒りを買ったパッチはスカウラーとの戦いの末に敗北して群れを追放される。全てを諦めかけたパッチだったが、愛するジュニパーを守るために群れに戻る。ところが、そこでまたもやスカウラーの判断ミスで群れがゴルゴサウルスに襲われ、リーダーであるスカウラーは自ら盾となって群れを逃がそうとするが、パッチは群れを率いてゴルゴサウルスを追い払い、スカウラーを救い出す。こうしてパッチが新たなリーダーとなって群れを率いることになり、後にジュニパーとの間に子をもうける。

## 本作で登場する恐竜および生物
- パキリノサウルス
- ゴルゴサウルス
- トロオドン
- キロステノテス
- エドモントサウルス
- パークソサウルス
- エドモントニア（劇中ではアンキロサウルスとなっている）
- ケツァルコアトルス（劇中ではプテロサウルスとなっている）
- ヘスペロニクス - ドロマエオサウルス類に属する羽毛恐竜。2009年になって命名されたばかりの新種恐竜でもある。
- アレクソルニス - エナンティオルニス類に属する原始的な鳥。歯を揃えた顎を持ち、小さい体の割には知能が高かったとされる。
- アルファドン - フクロネズミに似た有袋類。

## キャスト
- パッチ（パキリノサウルス） - ジャスティン・ロング（日本語吹き替え：木梨憲武）
- アレックス（アレクソルニス） - ジョン・レグイザモ（日本語吹き替え：中村悠一）
- ジュニパー（パキリノサウルス） - ティヤ・シルカー（日本語吹き替え：斎藤千和）
- スカウラー（パキリノサウルス） - スカイラー・ストーン（日本語吹き替え：森川智之）
- ザックおじさん - カール・アーバン（日本語吹き替え：土田大）
- リッキー - チャーリー・ロウ（日本語吹き替え：河西健吾）
- ジェイド - アンガーリー・ライス（日本語吹き替え：佐々木りお）
- 恐竜紹介ナレーション - （日本語吹き替え：鈴木福）